# Kim Kee-hee
Kim Kee-hee ((김기희?, 金基熙?); Pusan, 13 luglio 1989) è un calciatore sudcoreano, difensore o centrocampista del Seattle Sounders.

## Carriera

### Club
Il 28 settembre 2012 passa in prestito per un anno all'Al Sailiya, squadra della massima serie del Qatar. Dal 2013 è tornato a giocare nella massima serie coreana al Jeonbuk, con la cui maglia ha anche disputato 7 partite in AFC Champions League.
Il 28 febbraio 2018 passa agli statunitensi del Seattle Sounders in MLS. Esordisce nel ritorno dei quarti di Champions League contro il Club Deportivo Guadalajara. Dopo un inizio di stagione non semplice, col passare delle settimane si conquista il posto da titolare soffiandolo a Román Torres, anche a causa degli impegni di quest'ultimo al mondiale 2018. Nella stagione 2020-2021 partecipa al Mondiale per Club; nel secondo turno realizza la rete del momentaneo 1-0 nella partita poi persa dal suo club per 2-1 contro i messicani del Tigres UANL.

### Nazionale
Ha disputato una partita nei Giochi Olimpici di Londra 2012, chiusi al terzo posto dalla sua nazionale; nel 2011 ha esordito invece con la nazionale maggiore, con cui nell'arco dei sei anni seguenti ha giocato in totale 23 partite.

## Palmarès

### Club

#### Competizioni nazionali
- Campionato sudcoreano: 5

Jeonbuk Hyundai: 2014, 2015
Ulsan Hyundai: 2022, 2023, 2024
- Campionato MLS: 1

Seattle Sounders: 2019

### Competizioni internazionali
- AFC Champions League: 1

Ulsan Hyundai: 2020

### Nazionale
- Bronzo olimpico: 1

Londra 2012